# Скеля Персе

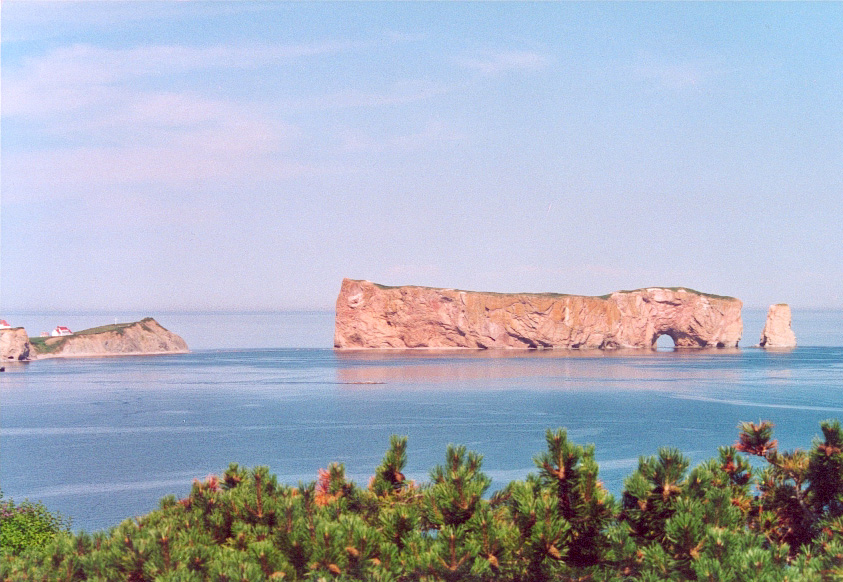
Скеля Персе

Ске́ля Персе́ (фр. Rocher Percé — «проколота скеля») — одна з найбільших та найвидовищніших природних арок у світі.
Скеля височіє над Затокою Святого Лаврентія на наконечнику мису Гаспе в Квебеці, біля послелення Персе. Скеля являє собою монолітний вапняковий масив 433 м завдовжки, 90 м завширшки і висотою 88 м в найвищій точці. Отримала свою назву від великої 15-метрової арки біля його кінця, що направлений в море.
Раніше у скелі були дві арки, проте перша зруйнувалася 17 червня 1845 року. Протягом чотирьох годин під час кожного відпливу вода відступає від перешийку, який з'єднує скелю із сушею, що дозволяє безпосередньо відвідати скелю. 
Скеля Персе — важлива туристична пам'ятка у Квебеку, з живописними видами скелі з містечка Персе і з острова Бонавентура. Вона містить мільйони морських скам'янілостей, таких як трилобіти, тетракорали, брахіоподи і остракоди Девонського періоду.
Зараз планується до зйомки квебекський художній фільм «Вінланд, легенда Персе» (Vinland, the Legend of Percé Rock) .

## Галерея

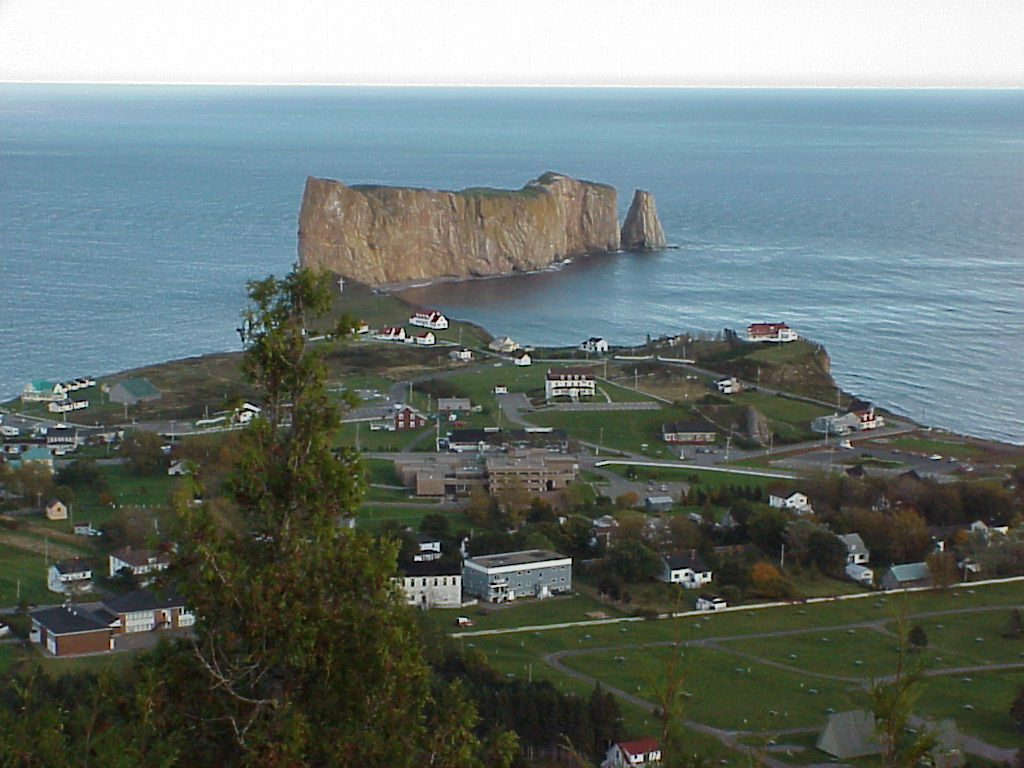
Поселення та скеля з гори Сент-Анн.
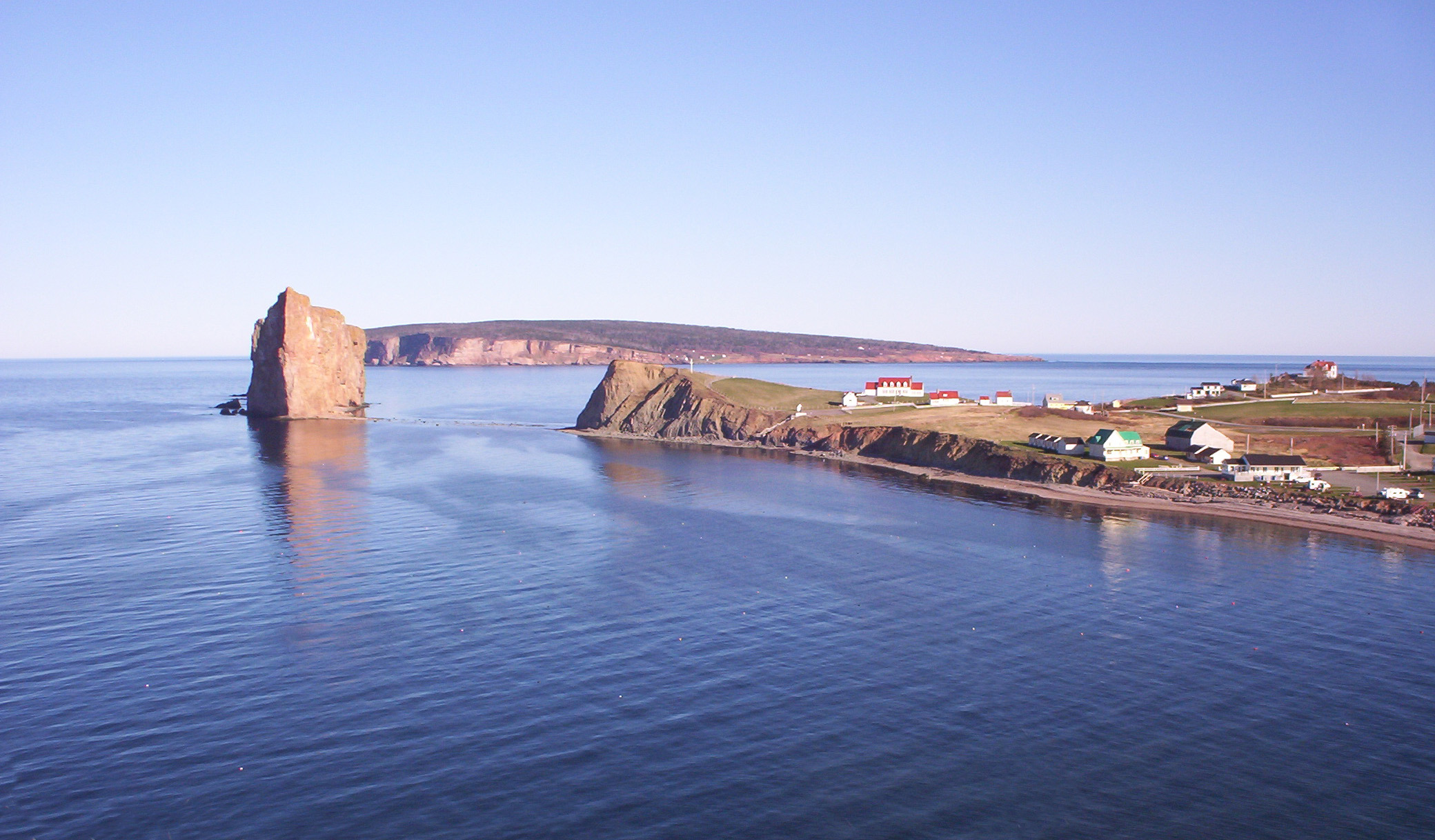
Поселення праворуч, скеля ліворуч і острів Бонавентура на задньому плані.
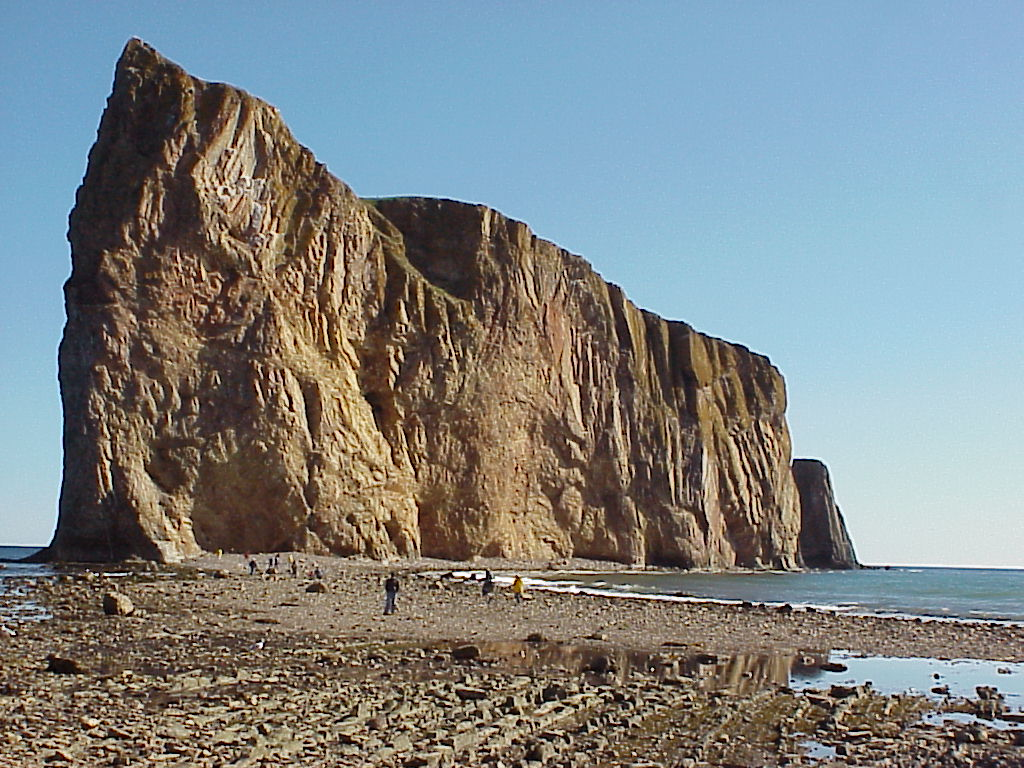
Скеля під час відпливу.
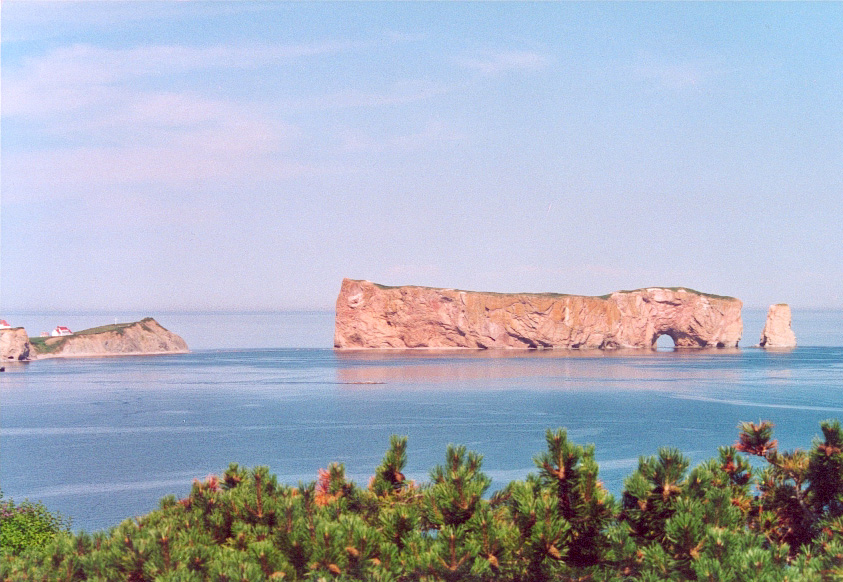
Скеля та обрив Персе.